# Stazione di Černihiv
La stazione di Černihiv' è lo scalo ferroviario di Černihiv nella omonima Oblast' in Ucraina e risale alla fine del XIX secolo. Si trova sulla linea Mosca - Kiev.

## Storia

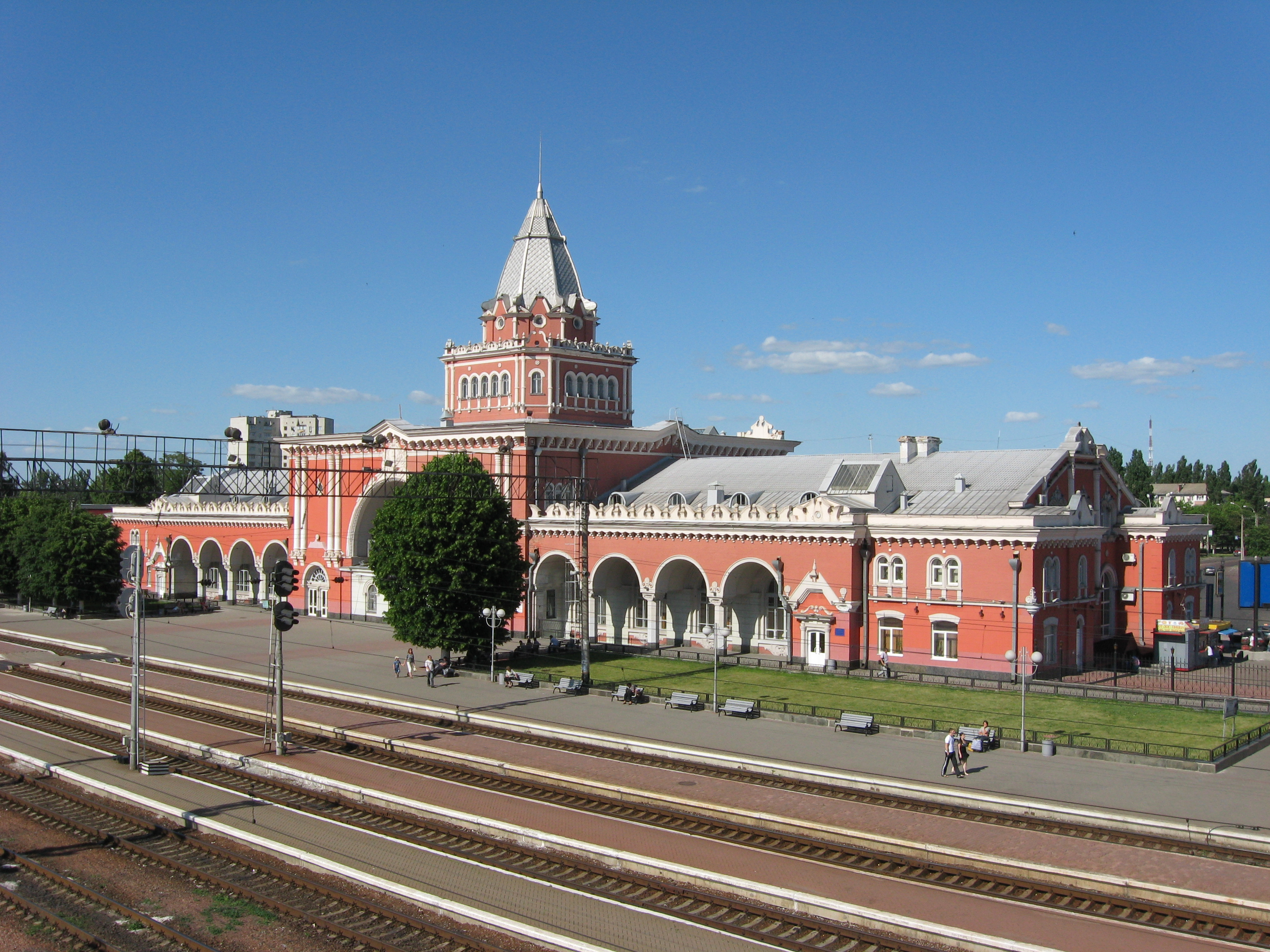
Stazione sul lato dei binari

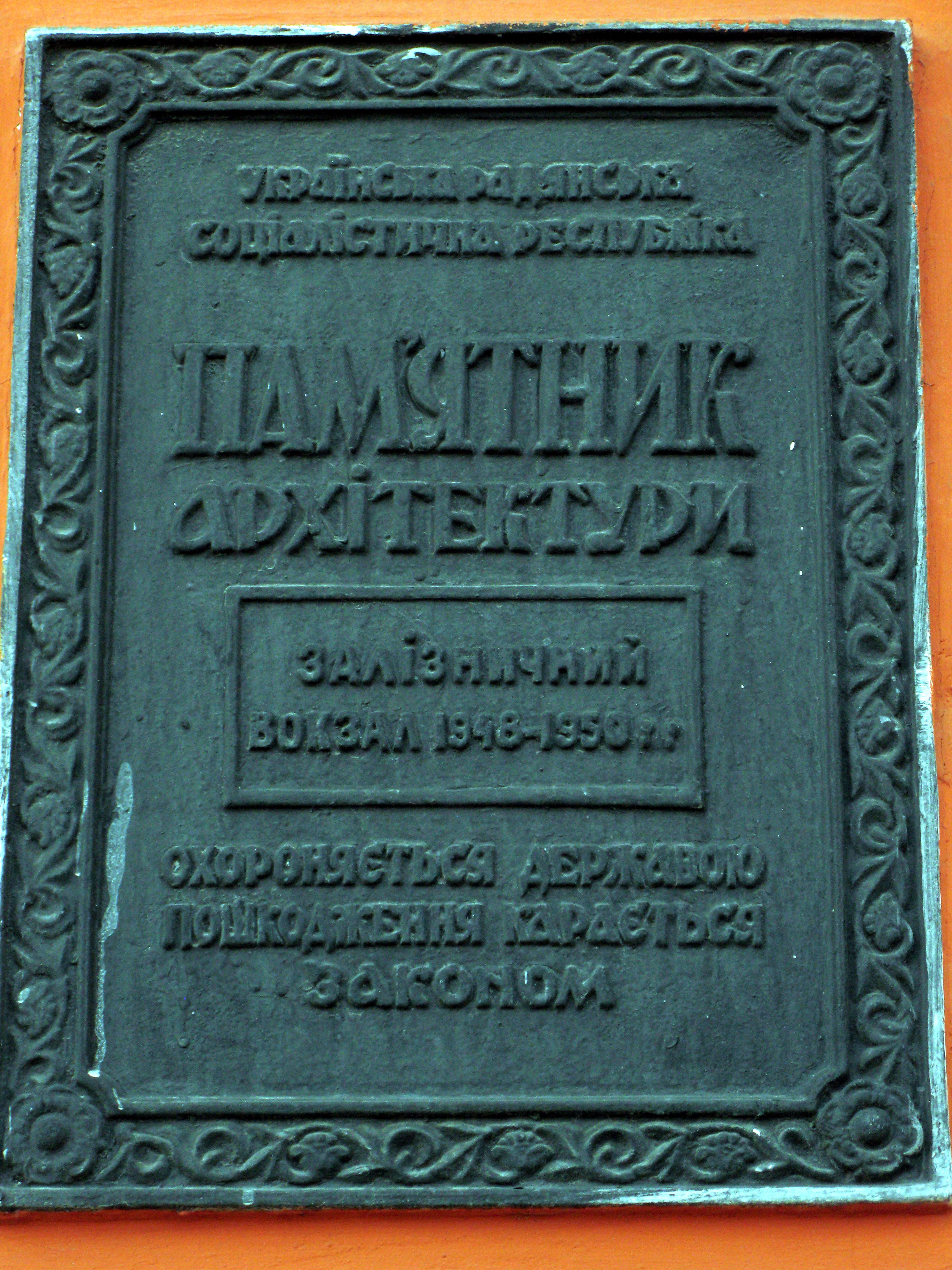
Targa posta dopo la ricostruzione postbellica sulla facciata. L'edificio è considerato monumento architettonico

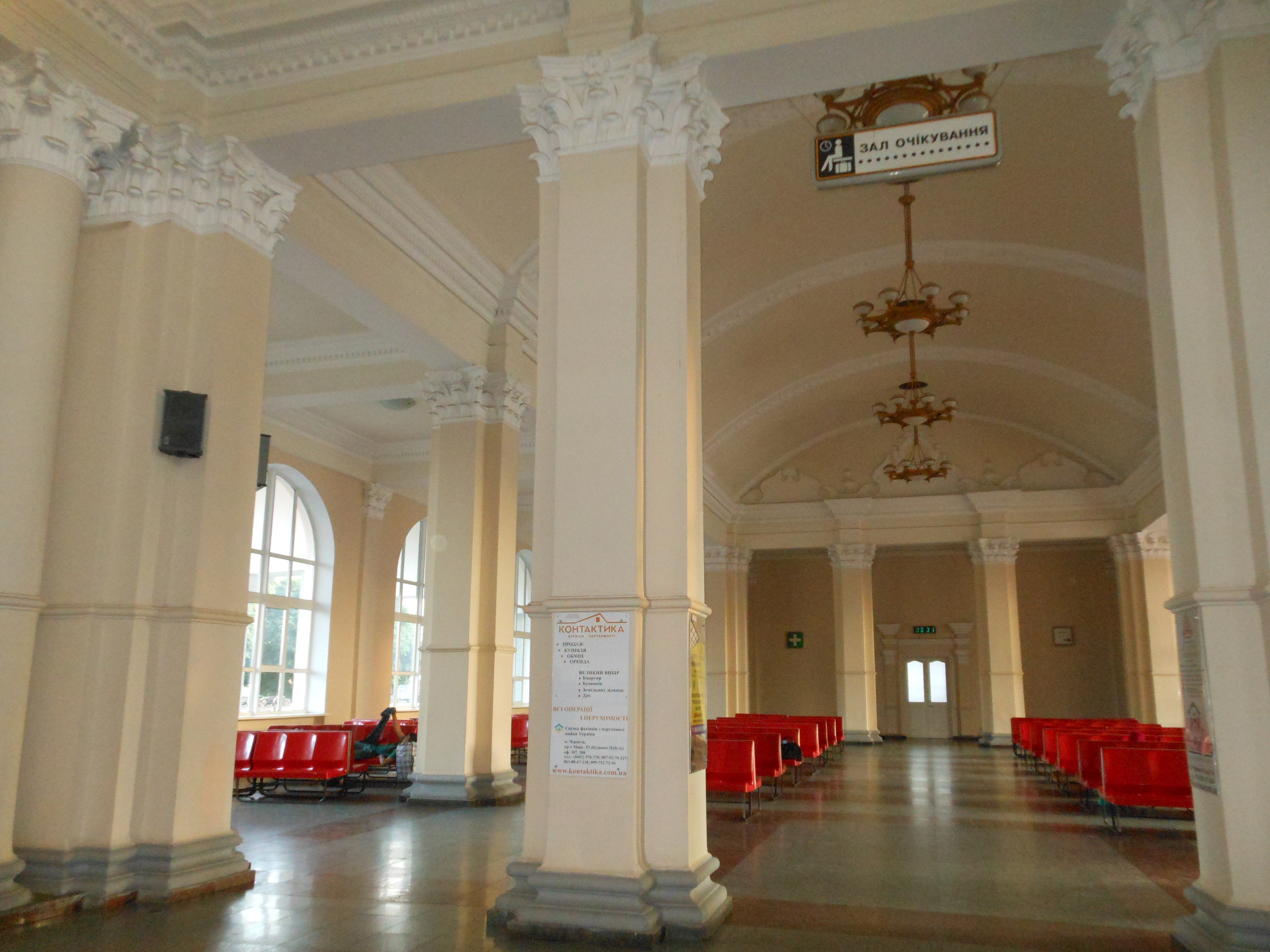
Grande sala d'attesa

Il primo edificio fu costruito nel 1893 in legno e da quella stazione partiva la ferrovia a scartamento ridotto con locomotive che non superavano i 30 km/h e che arrivare Kiev potevano impiegarci anche 7 ore.
Nel 1928 a Černihiv fu costruita la nuova stazione ferroviaria che durante la seconda guerra mondiale venne distrutta e fu necessario, nel secondo dopoguerra del XX secolo, riedificarla. Il progetto venne affidato all'architetto ucraino Granatkin Gennady Ivanovic e i lavori iniziarono nel 1948.
L'inaugurazione avvenne nel 1950 e da allora è uno degli snodi ferroviari più importanti delle ferrovie sud-occidentali ucraine sulla linea Mosca - Kiev.
Nel 1999 la stazione è stata restaurata con un intervento significativo.

## Strutture e servizi
L'architettura della stazione ricorda l'architettura tedesca sino al XIX secolo anche se l'edificio recente risale ad epoca successiva.
La struttura è il capolinea orientale della linea Ovruč -  Černihiv.
La stazione opera 24 ore su 24, con convogli merci e treni passeggeri a lunga percorrenza, treni extraurbani e regionali. Accanto alla stazione, nella piazza della Stazione, vi sono le fermate dei mezzi pubblici urbani.